# Ty Tennant
Ty Peter Tennant (* 27. März 2002 in London als Tyler Peter Martin-Moffett) ist ein britischer Schauspieler.

## Familie
Tennant ist der älteste Sohn der Schauspielerin Georgia Tennant (zu seiner Geburt noch Georgia Moffett), Tochter von Peter Davison (bekannt als fünfter Doktor in Doctor Who) und Sandra Dickinson. Tennant gebar ihn 2002 mit 17 Jahren. Den biologischen Vater, von dem sie getrennt war, bevor sie die Schwangerschaft entdeckte, hat sie der Öffentlichkeit nicht bekanntgegeben. Sie lebte mit Ty bei Dickinson in Chiswick, während Davison in Richmond (beides Londoner Stadtteile) wohnte, und zog ihn alleine auf. Nachdem sie mit David Tennant (der zehnte Doktor), den sie 2008 bei Dreharbeiten zu Doctor Who kennengelernt hatte (sie spielte die Tochter des Doktors), im April 2011 ihre erste Tochter bekommen hatte, adoptierte dieser im selben Jahr Ty und heiratete im Dezember Moffett, wobei sie und Ty seinen Nachnamen annahmen. In dem Doctor-Who-Kurzfilm The Five(ish) Doctors Reboot von 2013 erschien er neben David Tennant, auch Davison und Georgia Tennant treten darin auf. 2013, 2015 und 2019 bekamen die Tennants weitere Kinder und Ty Halbgeschwister.

## Karriere
Tennant gab 2019 sein Schauspieldebüt sowohl im Fernsehen mit einem Gastauftritt in Casualty und einer Hauptrolle in der Serie Krieg der Welten als auch im Kino in dem Film Tolkien. In diesem spielt er die jüngere Version der Rolle von Tom Glynn-Carney.
2021 wurde er für eine Episode der dritten Staffel von Doom Patrol zusammen mit Sebastian Croft als die Dead Boy Detectives besetzt. Für eine Episode der Jules-Verne-Verfilmung In 80 Tagen um die Welt, in der David Tennant die Hauptrolle Phileas Fogg verkörpert, spielten David und Ty Tennant das erste Mal vor der Kamera zusammen.
2022 trat Tennant in House of the Dragon, der Prequel-Serie zu Game of Thrones, als Aegon Targaryen II. auf, erneut in der jüngeren Version zu Glynn-Carney.
Im März 2023 wurden für die zweite Staffel von Good Omens, in der David Tennant eine der beiden Hauptfiguren spielt, Ty Tennant und Peter Davison gemeinsam besetzt.

## Filmografie
- 2013: The Five(ish) Doctors Reboot
- 2019: Casualty (Fernsehserie, 1 Episode)
- 2019: Tolkien
- 2019–2022: Krieg der Welten (War of the Worlds, Fernsehserie)
- 2021: Doom Patrol (Fernsehserie, 1 Episode)
- 2021: In 80 Tagen um die Welt (Around the World in 80 Days, Fernsehserie, 1 Episode)
- 2022: House of the Dragon (Fernsehserie, 2 Episoden)
- 2023: Consent (Fernsehfilm)
- 2023: Good Omens (Fernsehserie, 1 Episode)